# Joost Maegerman

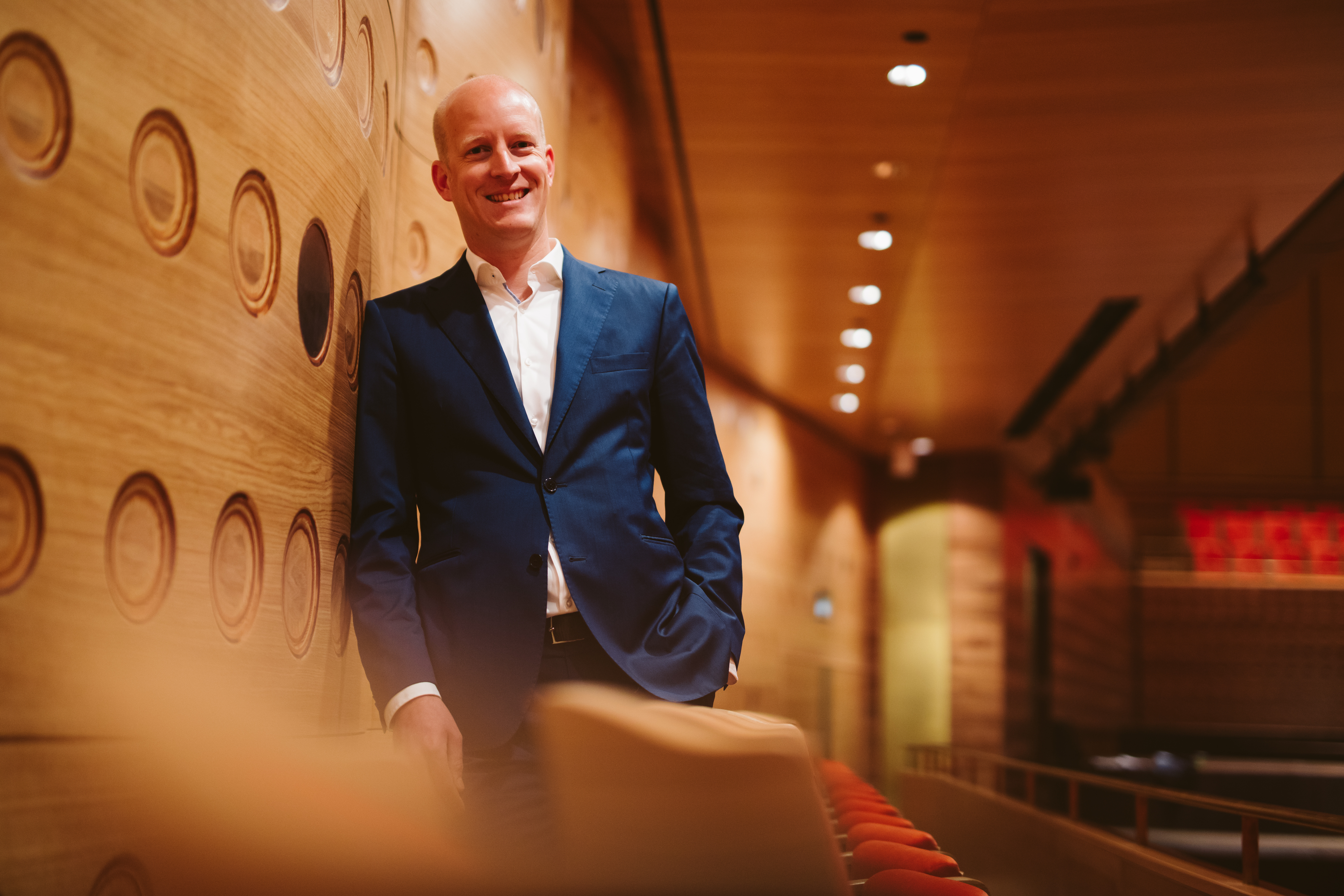
Joost Maegerman in de Koningin Elisabethzaal

Joost Maegerman (Mechelen, 19 december 1978) is een Belgisch musicus die sedert 2015 als intendant aan het hoofd staat van het Antwerp Symphony Orchestra.

## Opleiding en muzikale carrière
Maegerman studeerde contrabas aan de Conservatoria van Antwerpen, Genève en Zürich. In 2003 werd hij solocontrabassist bij de opera van Rouen, daarna speelde hij achtereenvolgens bij Brussels Philharmonic en het Rotterdams Philharmonisch Orkest, waar hij 7 jaar bleef. Tijdens de laatste twee jaar in Rotterdam combineerde hij zijn concertagenda met zijn taken als voorzitter van de ondernemingsraad. In juni 2024 behaalde hij een Executive MBA-diploma aan de Vlerick Business School. 

## Intendant bij het Antwerp Symphony Orchestra
In juni 2015 werd hij de intendant van het Antwerp Symphony Orchestra waar hij instaat voor de dagelijkse leiding van het orkest.
In 2016 kwam het Antwerp Symphony Orchestra in residentie in de nieuwe Koningin Elisabethzaal in Antwerpen. Maegerman bouwde in de Elisabethzaal naast de concertreeksen met het eigen orkest een concertreeks uit met internationale gastorkesten. Sedert 2017 opent het orkest het concertseizoen met een galaconcert met sterren als Juan Diego Flórez (2017), Angela Gheorghiu (2018), Elīna Garanča (2019), Sonja Jontsjeva (2020) en Diana Damrau (2021). Hij richtte 'Clubconcerten' specifiek gericht op jongeren in, alsook een jaarlijks theaterconcert waarbij in nauwe samenwerking met bekende Vlaamse theatergezelschappen bestaande theatermuziek en -tekst in een moderne versie wordt gebracht (bijvoorbeeld Egmont van Beethoven en Ivan de Verschrikkelijke van Prokofjev).
Onder zijn leiding werd Elim Chan aangesteld als chef-dirigent vanaf seizoen 2019-2020. In het voorjaar van 2022 werd het contract van Chan verlengd tot 2025.
Maegerman loodste het Antwerp Symphony Orchestra door de coronapandemie. Het orkest gaf vele concertstreams onder leiding van vooraanstaande dirigenten zoals Elim Chan, Sir Mark Elder en oud-chef-dirigent Jaap van Zweden. Maegerman besloot ook om in de periode van de verplichte sluiting van de concertzalen de Midzomernachtdroom van Mendelssohn met De Roovers en Philippe Herreweghe uit te brengen als een concertfilm die ook de residentie van het orkest in beeld brengt.
Met ingang vanaf seizoen 2022-2023 stelde hij Jaap Van Zweden aan als dirigent emeritus van het orkest, naast chef-dirigent Elim Chan en eredirigent Philippe Herreweghe.
In het voorjaar van 2025 kondigde Maegerman Mark Albrecht aan als chef-dirigent vanaf het seizoen 2026-2027.

## Bestuursmandaten
Joost Maegerman is sedert 2024 lid van de raad van toezicht van de Nederlandse Bachvereniging.

## Publicaties
2022 - Medeauteur "Koningin Elisabethzaal - 125 Jaar Klassieke Muziek, Van houten kiosk tot Gouden Zaal", uitgegeven door Hannibal Books, ISBN 978 94 6436 682 2.